# Avanashi
Avanashi là một thị xã panchayat của quận Coimbatore thuộc bang Tamil Nadu, Ấn Độ.

## Địa lý
Avanashi có vị trí 11°12′B 77°17′Đ / 11,2°B 77,28°Đ Nó có độ cao trung bình là 314 mét (1030 foot).

## Nhân khẩu
Theo điều tra dân số năm 2001 của Ấn Độ, Avanashi có dân số 22.274 người. Phái nam chiếm 51% tổng số dân và phái nữ chiếm 49%. Avanashi có tỷ lệ 72% biết đọc biết viết, cao hơn tỷ lệ trung bình toàn quốc là 59,5%: tỷ lệ cho phái nam là 79%, và tỷ lệ cho phái nữ là 65%. Tại Avanashi, 10% dân số nhỏ hơn 6 tuổi.